# 동부로 (대구)
동부로(Dongbu-ro)는 대구광역시 동구 신천동 신천교와 효목동 효목고가네거리를 잇는 대구광역시의 도로이다.

## 주요 경유지
대구광역시
- 동구 (신천동 · 효목동)

## 노선
| 이름                | 접속 노선                           | 소재지        | 소재지        | 비고          |
| 태평로와 직결       | 태평로와 직결                       | 태평로와 직결 | 태평로와 직결 | 태평로와 직결 |
| ------------------- | ----------------------------------- | ------------- | ------------- | ------------- |
| 신천교네거리        | 대구광역시도 제13호선 (신천동로)    | 대구광역시    | 동구          |               |
| 신천네거리 (신천역) | 대구광역시도 제71호선 (송라로)      | 대구광역시    | 동구          |               |
| 삼한씨원            | 장등로 동부로19길                   | 대구광역시    | 동구          |               |
| 동대구역네거리      | 대구광역시도 제77호선 (동대구로)    | 대구광역시    | 동구          |               |
| 경북수협네거리      | 대구광역시도 제79호선 (효신로)      | 대구광역시    | 동구          |               |
| 대구지방법원 등기국 | 효서로                              | 대구광역시    | 동구          |               |
| 효목고가네거리      | 국도 제4호선 국도 제25호선 (동북로) | 대구광역시    | 동구          |               |

## 주요 건물 및 시설
- 송라시장 (대구광역시 동구 동부로 21)
- 신천역 (대구광역시 동구 동부로 지하41)
- 대구신천3동우편취급국 (대구광역시 동구 동부로 76)
- 대구신문 (대구광역시 동구 동부로 94)
- 한국국토정보공사 대구동부지사 (대구광역시 동구 동부로 103)
- 경북산업직업전문학교 (대구광역시 동구 동부로 121)
- 구 대구한진고속버스터미널 (대구광역시 동구 동부로 138)
- 구 대구동양고속버스터미널 (대구광역시 동구 동부로 148)
- 신세계백화점 대구점, 동대구복합환승센터 (대구광역시 동구 동부로 149)
- 대구경북능금농협 (대구광역시 동구 동부로 174)
- KT 효목사옥 (대구광역시 동구 동부로 197)
- 대구지방법원 등기국 (대구광역시 동구 동부로 212)
- LG유플러스 효목사옥 (대구광역시 동구 동부로 220)